# Jean-Claude Duret
Pour les articles homonymes, voir Duret.
Jean-Claude Duret (1824-1875) – également connu sous le nom de Mgr Duret – est un évêque catholique savoyard puis français, membre de la congrégation du Saint-Esprit, vicaire apostolique de Sénégambie (actuel Sénégal) de 1873 à 1875, et préfet apostolique du Sénégal de 1856 à 1875.

## Biographie
Jean-Claude Duret est né le 5 décembre 1824 à Menthonnex-en-Bornes, dans le duché de Savoie (aujourd'hui situé en Haute-Savoie).
Arrivé comme diacre en 1850 à Dakar, il est ordonné prêtre le 23 juin 1850 par Mgr Aloyse Kobès.
Il est frappé d'apoplexie le 29 décembre 1875 et meurt à Dakar.

## Distinction
- Chevalier de la Légion d'honneur (14 aout 1866)[1]

## Héraldique
Armes : Écartelé : au 1 de gueules à la colombe d'argent planant sur le triangle de la Trinité du même, au 2 d'azur au Sacré Cœur d'or enflammé et croiseté d'argent, au 3 d'azur au Saint Cœur de Marie d'or enflammé d'argent (sans la couronne de roses), au 4 de gueules à une croix latine et une ancre d'argent passées en sautoir ; à la croix alésée aussi d'argent brochant sur la partition.
Cimier : deux clefs en sautoir.
Devise : Profer lumen cœcis.  